# Informator (film)
Informator (ang. The Insider) – amerykański thriller z 1999 roku w reżyserii Michaela Manna, zrealizowany na podstawie artykułu Marie Brenner pt. The Man Who Knew Too Much. 
Zdjęcia kręcono w stanach Kentucky (Louisville), Kalifornia (park narodowy San Bernardino), Missisipi (Pascagoula), Indiana (Jeffersonville), a także w Nowym Jorku, na Bahamach oraz w Izraelu.

## Fabuła
Rok 1995. Lowell Bergman jest producentem programu stacji CBS 60 minut – jednego z najbardziej opiniotwórczych programów telewizyjnych. Pewnego dnia dostaje kilkaset stron akt, dotyczących właściwości chemicznych tytoniu. Szuka kogoś, kto mógłby mu je przystępnie objaśnić. Jego wybór pada na Jeffreya Wiganda. Wigand był wicedyrektorem firmy Brown & Williamson (jeden z największych koncernów tytoniowych), ale został zwolniony, a przyczyny były niejasne. Podczas rozmowy w hotelu Bergman domyśla się, że Wigand posiada cenne informacje. I nie myli się. Wigand ujawnia przyczyny odejścia – jego niezgoda na dodanie do papierosów substancji chemicznych, które uzależniają. Wigand decyduje udzielić wywiadu, który przeprowadza Mike Wallace, i otwarcie oświadcza, że przedstawiciele „siedmiu krasnoludków” – jak ironicznie nazywa się siedem największych amerykańskich koncernów tytoniowych – skłamali, zeznając przed kongresem Stanów Zjednoczonych, że palenie tytoniu nie stanowi żadnego zagrożenia dla zdrowia człowieka.
Bergman zarejestrował na taśmie druzgocące zeznania Wiganda i skontaktował go z prawnikami, którzy podjęli się jego obrony. Wigand zobowiązał się bowiem na piśmie do milczenia i złamał złożoną obietnicę. Media, czerpiące informacje z nieznanych źródeł, rozpętały wokół niego oszczerczą kampanię, w wyniku której stracił spokój i szczęście rodzinne. Rozpadło się jego małżeństwo, nieznani sprawcy grozili mu śmiercią. Jakby tego było mało, szefowie sieci CBS wstrzymali emisję reportażu Bergmana i wysłali go na przymusowy urlop na Bahamy. Reporter nie dał jednak za wygraną i postanowił doprowadzić sprawę do końca bez względu na koszty i wpływ, jaki mogła mieć ona na jego życie i karierę.

## Obsada
- Al Pacino – Lowell Bergman
- Russell Crowe – Dr Jeffrey Wigand
- Christopher Plummer – Mike Wallace
- Diane Venora – Liane Wigand
- Philip Baker Hall – Don Hewitt
- Lindsay Crouse – Sharon Tiller
- Debi Mazar – Debbie De Luca
- Stephen Tobolowsky – Eric Kluster
- Colm Feore – Richard Scruggs
- Michael Paul Chan – Norman

## Nagrody i nominacje
Oscary za rok 1999
- Najlepszy film – Michael Mann, Pieter Jan Brugge (nominacja)
- Najlepsza reżyseria – Michael Mann (nominacja)
- Najlepszy scenariusz adaptowany – Michael Mann, Eric Roth (nominacja)
- Najlepsze zdjęcia – Dante Spinotti (nominacja)
- Najlepszy dźwięk – Andy Nelson, Doug Hemphill, Lee Orloff (nominacja)
- Najlepszy montaż – William Goldenberg, Paul Rubell, David Rosenbloom
- Najlepszy aktor – Russell Crowe (nominacja)

Złote Globy 1999
- Najlepszy dramat (nominacja)
- Najlepsza reżyseria – Michael Mann (nominacja)
- Najlepszy scenariusz – Michael Mann, Eric Roth (nominacja)
- Najlepsza muzyka – Lisa Gerrard, Pieter Bourke (nominacja)
- Najlepszy aktor dramatyczny – Russell Crowe (nominacja)

Nagroda BAFTA 1999
- Najlepszy aktor pierwszoplanowy – Russell Crowe (nominacja)

Nagroda Satelita 1999
- Najlepszy dramat
- Najlepsza reżyseria – Michael Mann
- Najlepszy montaż – William Goldenberg, Paul Rubell (nominacja)
- Najlepszy aktor dramatyczny – Russell Crowe (nominacja)
- Najlepszy aktor dramatyczny – Al Pacino (nominacja)
- Najlepszy aktor drugoplanowy w dramacie – Christopher Plummer (nominacja)